# Octobre 1911

## Événements
- La dynastie Qing est déposée en Chine. Sun Yat-sen fonde une république.

- 1er octobre : le régent fait appel à Yuan Shikai pour rétablir la situation. Celui-ci lui demande de démissionner (6 décembre).

- 5 octobre : intervention italienne en Tripolitaine. Prise de Tripoli.

- 10 octobre, Chine : soulèvement de Wuchang. La révolte préparée par Sun Yat-sen (dirigeant du parti Tongmenghui) éclate à Wuchang où la garnison se soulève. Les insurgés proclament la république et organisent un gouvernement provisoire présidé par Li Yuanhong et Wu Tingfang. Canton se révolte à son tour et entraîne toute la Chine du Sud.

- 16 octobre : James Kidd Flemming devient premier ministre du Nouveau-Brunswick remplaçant John Douglas Hazen.

- 20 octobre : 
  - Départ de l’Expédition Amundsen vers l’Antarctique.
  - L’armée italienne s’empare  de Benghazi.

- 21 octobre : Zita de Bourbon-Parme épouse celui qui deviendra l'empereur Charles Ier d'Autriche à la mort de François-Joseph ; ils ne règneront que deux ans (1916-1918).

- 22 octobre : les Italiens sont les premiers au monde à utiliser des avions au combat, au cours de la guerre italo-turque qui les opposait, en Libye, à l'Empire ottoman. Leur aviation met en œuvre deux Blériot XI, deux Farman, trois Nieuport et deux Taube. Ce jour, il s'agit de missions de reconnaissance au-dessus des lignes turques à Tripoli menées notamment par le capitaine Carlo Piazza[1].

- 23 octobre : 
  - Première utilisation dans l'histoire d'un avion dans le cadre d'une reconnaissance aérienne. Le capitaine italien Carlo Piazza survole les positions turques autour de Tripoli[2].
  - Les Turcs et les Arabes attaquent les positions italiennes dans l’oasis de Tripoli tandis qu’une partie de la population s’insurge contre ses arrières et dans la ville. Un régiment de bersaglieri subit de lourdes pertes.

- 25 octobre[3] : Traité de Daan entre l'iman zaïdite Yahyâ et l'empire ottoman. Le Yémen obtient une quasi-indépendance.

- 27 - 28 octobre, Chine : les impériaux parviennent à reprendre Hanyang et Hankou.

## Naissances
- 2 octobre : Hermann Adler, écrivain allemand († 18 février 2001).
- 11 octobre : Changampuzha Krishna Pillai, poète romantique indien († 17 juin 1948).
- 18 octobre : Lucienne Welschinger, cheftaine aux Guides de France (GDF), résistante française, fondatrice et chef du réseau Équipe Pur Sang († 23 janvier 2001).
- 24 octobre : Paul Grégoire, cardinal canadien, archevêque de Montréal († 30 octobre 1993).
- 31 octobre : René Hardy, résistant, écrivain français († 12 avril 1987).